# Olovov(II) oksid
Olovov(II) oksid (PbO, olovov monoksid, olovna gleđa) ima crvene tetragonske kristale (alfa-modifikacija poznata je kao litargit) koji pri 490 °C prelaze u teške žute (ili žutosmeđe) rompske kristale (beta-modifikacija masikot).

Slabo se otapa u vodi, a lako u vrlo koncentriranim lužinama i u kiselinama stvarajući olovne soli, pa se on ponajviše upotrebljava za pripravu drugih olovovih soli. Vrlo je otrovan olovov spoj.

## Dobivanje
Dobiva se:
1.
Oksidacijom olova
2.
Žarenjem olovovog(II) karbonata (PbCO3)
3.
Žarenjem (odstranjivanjem vode iz) olovova(II) hidroksida (Pb(OH)2); pri temperaturi 100 °C prelazi u crveni olovov oksid, a kod niže temperature nastaje žuti olovov oksid.
4.
Termalnom razgradnjom olovova(II) nitrata (Pb(NO3)2).

## Uporaba
Tehnički je najvažniji spoj olova, a upotrebljava se kao aktivni materijal u olovnim akumulatorima, za pripremu otopine natrijevog plumbata (koji se primjenjuje za uklanjanje sumpora iz benzina), u proizvodnji vrlo kvalitetnoga olovnoga stakla, firnisa, kitova, glazura, emajla i drugih olovnih spojeva. Također služi u proizvodnji keramike, kromovih pigmenata, za dobivanje minija, sikativa i dr.